# Суха Сура (Тритузна)
Суха Сура — річка в Україні, ліва притока річки Тритузна, сточища Мокрої Сури.
| Україна | Це незавершена стаття з географії України. Ви можете допомогти проєкту, виправивши або дописавши її. |